# Il centro del fiume
Il centro del fiume è il quarto album in studio di Pierangelo Bertoli pubblicato nel 1977.

## Descrizione
Quando Caterina Caselli decide di aprire una nuova casa discografica, l'Ascolto, ottiene di poter girare il contratto di Pierangelo Bertoli dalla CGD alla nuova etichetta: contatta poi Franco Ceccarelli, ex chitarrista dell'Equipe 84 e lo coinvolge nella realizzazione del nuovo disco del cantautore come arrangiatore; Ceccarelli coinvolge nel lavoro di arrangiamento anche i musicisti.
Presto però il progetto subisce un cambiamento: si decide infatti di separare le canzoni in dialetto da quelle in italiano, e di tenerle da parte per un disco totalmente in sassuolese da pubblicare qualche mese dopo quello in italiano. Il lavoro di Ceccarelli è ben fatto, e le canzoni vengono rivestite di suoni che lasciano comunque in evidenza i testi: il risultato è Il centro del fiume, sicuramente uno dei dischi migliori incisi da Bertoli.
Sono solo due le canzoni già conosciute, Vedere il quartiere e Rosso colore (in realtà è ottenuta unendo tre brani del primo album Rosso colore dell'amore); gli altri brani sono tutti inediti. Da evidenziare, tra i musicisti, la presenza di Mauro Pagani. Anche se non accreditata, la voce che si sente duettare in Rosso colore con Bertoli è di Caterina Caselli. La copertina è opera di Cesare Monti, e raffigura un operaio al lavoro; all'interno vi è una presentazione del disco scritta da Giancarlo Governi. I tecnici del suono che hanno registrato il disco sono Enzo Maffione e Antonio Pisanello.

## Tracce
Lato A
Testi di Pierangelo Bertoli.
1. Rosso colore – 5:18 (musica: Alfonso Borghi)
2. 1967 – 3:37 (musica: Marco Dieci)
3. Un lupo di mare – 4:15 (musica: Marco Dieci)
4. Un'altra volta – 3:43 (musica: Marco Dieci)
5. Per te – 2:32 (musica: Marco Dieci)

Durata totale: 19:25
Lato B
Testi di Pierangelo Bertoli.
1. Il centro del fiume – 4:31 (musica: Alfonso Borghi)
2. Vedere il quartiere – 3:09 (musica: Marco Dieci)
3. La luna sotto casa – 3:06 (musica: Alfonso Borghi)
4. Ballata per l'ultimo nato – 4:25 (musica: Alfonso Borghi)
5. Un tempo d'oro – 4:12 (musica: Alfonso Borghi)

Durata totale: 19:23

## I brani

### Rosso colore
Rosso colore è una canzone di Pierangelo Bertoli, che raccoglie le tre parti di rosso colore contenute nell’album Rosso colore dell'amore

## Formazione
- Pierangelo Bertoli – voce, chitarra acustica
- Glauco Borrelli – basso
- Gianni Bertoli – batteria, percussioni
- Marco Dieci – tastiera, cori, pianoforte, chitarra acustica, armonica
- Gabriele Monti – chitarra elettrica, chitarra acustica, banjo
- Maurizio Preti – percussioni
- Mauro Pagani – violino, viola, flauto
- Marco Ravasio – violoncello
- Emilio Soana – tromba
- Ruby Migliardi – trombone
- Danilo Bertelli – sax contralto, sassofono tenore
- Attilio Donadio – clarinetto